# Verfahrensordnung des Europäischen Gerichtshofs für Menschenrechte
Die Verfahrensordnung des Europäischen Gerichtshofs für Menschenrechte, heißt in den Amtssprachen des Europäischen Gerichtshofs für Menschenrechte (EGMR) auf Englisch: « Rules of Court » und auf Französisch: « Règlement de la Cour ».
Sie wurde vom Plenum des EGMR erstellt und enthält Bestimmungen, in welchen das Verfahren, die Zuständigkeiten, die Organisation, die Zulässigkeit der Beschwerden und weitere Formvorschriften beim EGMR geregelt sind.
Die Erstellung der Verfahrensordnung durch das Plenum des EGMR ist in Art. 25 lit. d der Europäischen Menschenrechtskonvention (EMRK) vorgesehen, wonach der EGMR seine Verfahrensabläufe selbst regelt. Die Verfahrensordnung wird vom EGMR in unregelmäßigen Abständen revidiert, und nach dem Beschluss des Plenums wird sie sogleich rechtskräftig und verbindlich.
Die EMRK regelt in Abschnitt II: Europäischer Gerichtshof für Menschenrechte die maßgeblichen Eckpunkte des Verfahrens beim EGMR, welche durch die Verfahrensordnung präzisiert und erweitert werden.
Die Verfahrensordnung ist kein völkerrechtlicher Vertrag und braucht nicht von den beteiligten Mitgliedsländern ratifiziert zu werden.

## Inhalt der Verfahrensordnung
Sie besteht aus der Einleitung und vier Titeln, welche wiederum in Kapitel unterteilt sind
- Art. 1 Begriffsbestimmungen
- Titel I Organisation und Arbeitsweise des Gerichtshofs
- Titel II Das Verfahren
- Titel III Übergangsbestimmungen
- Titel IV Schlussbestimmungen

Da es sich in der Verfahrensordnung auch um Präzisierungen der Bestimmungen im Abschnitt II der EMRK handelt, entstehen teilweise Überschneidungen. Dies kann zu Widersprüchen und Unklarheiten führen. So ist sowohl in Art. 37 EMRK als auch in Art. 43 der Verfahrensordnung die Streichung und Wiedereintragung von Beschwerden im Register geregelt. Die Zulässigkeitsvoraussetzungen sind in Art. 35 EMRK und in Art. 45 – 47 der Verfahrensordnung aufgeführt, die Gutachten in Art. 47 – 49 EMRK und Art. Art. 82 – Art. 95 der Verfahrensordnung enthalten, der Einzelrichter in Art. 26, Art. 27 EMRK und in Art. 27a, Art. 52a der Verfahrensordnung, die Gütliche Einigung in Art. 39 EMRK und in Art. 62 der Verfahrensordnung usw.

## Besonderheiten der Verfahrensordnung

### Beschwerdeformular
Art. 47 der Verfahrensordnung regelt seit dem 1. Januar 2014, dass für Individualbeschwerden beim EGMR das Formular des EGMR verwendet werden. Die Beschwerde muss alle im Beschwerdeformular verlangten Auskünfte enthalten. Diese Angaben können ergänzt werden, indem dem Beschwerdeformular ein Schriftstück von höchstens zwanzig Seiten beifügt wird, in welchem zusätzliche Angaben zum Sachverhalt gemacht werden. Dazu erstellte der EGMR ein Merkblatt zum Ausfüllen des Beschwerdeformulars und einen Leitfaden zu den Zulässigkeitsvoraussetzungen. Weiter regelt die Verfahrensordnung nach Art. 47 Abs. 5.1, dass Beschwerden, die nicht mittels des Formulars eingereicht wurden oder für die das Formular unvollständig oder nicht richtig ausgefüllt ist, allein aus diesem Grund zurückgewiesen werden können.
Art. 46 der Verfahrensordnung regelt, dass für die Mitgliedsländer diese Zulässigkeitsvoraussetzung nicht gilt, sie können ihre Staatenbeschwerden auch ohne Formular einreichen.

### Vorläufige Maßnahmen
Artikel 39 der der Verfahrensordnung erlaubt es, vom EGMR vorläufige Maßnahmen (vM) zu verlangen, wenn ein nichtwiedergutzumachender Schaden droht. Dies betrifft im Wesentlichen eine drohende Ausweisung, Auslieferung, die Zwangsernährung von Gefangenen im Hungerstreik oder auch bei Kindesentführung. Auch wenn diese Maßnahmen nur in der Verfahrensordnung vorgesehen sind und nicht in der EMRK, sind die Staaten zu ihrer Einhaltung verpflichtet.
Im Antrag um eine vorläufige Maßnahme müssen detailliert die Gründe, die Natur der behaupteten Risiken und die Vorschriften der EMRK, die mutmaßlich verletzt sind, dargestellt werden. Dazu müssen alle notwendigen und stützenden Dokumente beigefügt werden, welche den Erlass einer vorläufige Maßnahme stützen können. Er ist sofort nach der abschließenden innerstaatlichen Entscheidung beim EGMR einzureichen, damit der EGMR hinreichend Zeit hat, die Sache zu prüfen.
Der Gerichtshof wird jedoch nur dann eine vorläufige Maßnahme erlassen, wenn er nach Überprüfung aller relevanten Informationen der Ansicht ist, dass der Beschwerdeführer dem realen Risiko eines irreparablen Schadens ausgesetzt ist, sollte die Maßnahme nicht erlassen werden. Anträge auf Erlass einer vorläufigen Maßnahme nach Art. 39 der Verfahrensordnung sollten per Telefax oder Post übersandt werden. Per E-Mail eingesandte Anträge werden vom Gerichtshof nicht bearbeitet. Wenn möglich sollte der Antrag in einer der offiziellen Sprachen der Vertragsstaaten verfasst sein. Alle Anträge sollten fett zu Beginn gekennzeichnet sein, mit: Rule 39 – Urgent; Kontaktperson (Name und Kontaktdetails) und der Grund des Antrags.
Wenn das Gesuch vom EGMR gutgeheissen wurde, fordert er die betroffene Regierung auf, die beabsichtigte Zwangsmaßnahme auszusetzen, bis die Beschwerde geprüft wurde. Eine Zuwiderhandlung gegen eine vom EGMR angeordnete Maßnahme ist ein Verstoß gegen Art. 34 EMRK, da die Staaten verpflichtet sind, die Beschwerdeführer bei der wirksamen Ausübung ihrer Rechte nicht zu behindern (z. B. Beschwerde 39806/05 i.S. Paladi gegen Moldawien [GK], §§ 87–92).

#### Vorläufige Maßnahmen bei Staatenbeschwerden
Auch Staaten können beim EGMR vorläufige Maßnahmen verlangen. So hatte die Ukraine in der Staatenbeschwerde gegen Russland solche Maßnahmen verlangt (20958/14, Ukraine v. Russia). Daraufhin hatte der EGMR in einer vorläufigen Maßnahme gem. Art. 39 der Verfahrensordnung beiden Streitparteien auferlegt, sämtliche Maßnahmen, insbesondere solche militärischer Art zu unterlassen, welche geeignet sind, Verletzungen der in der EMRK verbürgten Rechte hervorzurufen und ihren Verpflichtungen, insbesondere aus Art. 2 EMRK (Recht auf Leben) und Art. 3 EMRK (Verbot einer menschenunwürdigen Behandlung) nachzukommen. Dasselbe in den beiden Staatenbeschwerde 13255/07 und 38263/08 i.S. Georgien v. Russland.

### Gütliche Einigung
Sie ist in Art. 62 der Verfahrensordnung (als Soll-Vorschrift) und in Art. 39 EMRK (als Kann-Vorschrift) vorgesehen. Sie wird auch als außergerichtliche Einigung bezeichnet, da das Gericht kein Urteil fällt.
Wenn der EGMR eine Beschwerde zugelassen hatte, unterbreitet er dem beklagten Staat einen Vorschlag für eine gütliche Einigung. Das Verfahren ist vertraulich, und wenn keine Einigung zustande kam, darf dies nicht in der Gerichtsverhandlung verwendet werden (Art. 62 Abs. 2 der Verfahrensordnung, Art. 39 Abs. 2 EMRK).
Kommt es zu jedoch einer Einigung, wird dies vom EGMR in einem Entscheid festgehalten und die Beschwerde anschließend aus dem Register gestrichen (Art. 43 Abs. 3 Verfahrensordnung, Art. 75 Abs. 4 der Verfahrensordnung). In dieser Entscheidung wird keine Konventionsverletzung festgestellt, sondern lediglich eine Vereinbarung zwischen den Parteien über die Wiedergutmachung, z. B. über die Zahlung einer Entschädigung, Aufhebung von Zwangsmaßnahmen.
Diese Entscheidung des EGMR wird dem Ministerkomitee zugeleitet, welches die Durchführung der gütlichen Einigung überwacht (Art. 43 Abs. 4 der Verfahrensordnung, Art. 39 Abs. 4 EMRK). Wenn in der gütlichen Einigung Schadenersatz oder die Aufhebung von Maßnahmen vereinbart wurde, informiert der beklagte Staat das Ministerkomitee über den Vollzug der vereinbarten Maßnahmen (Art. 46 Abs. 1 EMRK).

### Prozesskosten-, Verfahrenshilfe
Sie ist in Kapitel XII, Art. 105 – Art. 110 der Verfahrensordnung aufgeführt (englisch Legal Aid, französisch de l’assistance judiciaire). In Deutschland und der Schweiz wird sie als «Prozesskostenhilfe», in Liechtenstein und Österreich als «Verfahrenshilfe» bezeichnet.
Für die Einreichung einer Beschwerde ist kein Rechtsbeistand erforderlich. Wird eine Beschwerde vom EGMR für zulässig erklärt, kann der Kammerpräsident einen Rechtsbeistand anordnen (Art. 36 der Verfahrensordnung). Beschwerdeführer, welche nicht über die ausreichenden finanziellen Mittel verfügen, um die anfallenden Anwaltskosten ganz oder teilweise zu begleichen, können ein Erklärungsformular auszufüllen, aus welchem ihre finanzielle Lage hervorgeht und die Richtigkeit der Angaben von der zuständigen Behörde bestätigt wurde (Art. 107 der Verfahrensordnung).
Die Prozesskostenhilfe wird nur bewilligt, wenn diese Hilfe für die ordnungsgemäße Prüfung der Beschwerde notwendig ist und der Beschwerdeführer nicht über ausreichende finanzielle Mittel verfügt, um die anfallenden Kosten ganz oder teilweise zu begleichen (Art. 106 der Verfahrensordnung).
In einigen Fällen sind neben den Beschwerdeführenden auch Dritte in ihren Menschenrechten betroffen und können sich am Verfahren beteiligen (Art. 36 EMRK). Auch diese können ein Begehren um Prozesskosten-, Verfahrenshilfe stellen.

### Sammelentscheide
Der Grund ist die chronische Überlastung des EGMR, da ihm die notwendigen Mittel nicht zur Verfügung gestellt werden. Für Sammelentscheide regelt die Verfahrensordnung, dass ähnliche Beschwerden vom EGMR zusammengefasst und beurteilt (Judgement), für unzulässig erklärt (Inadmissible) oder aus der Liste der hängigen Fälle gestrichen (Struck out of the list) werden können. Dies betrifft hauptsächlich:
- Gütliche Einigungen (Friendly settlements), Art. 62 der Verfahrensordnung (Art. 39 EMRK)
- Zulässigkeitsprüfungen durch ein Komitee oder eine Kammer des EGMR, Art. 45 – 47 der Verfahrensordnung (Art. 35 EMRK)
- Piloturteilsverfahren, Art. 61 der Verfahrensordnung

Im September 2011 waren beim EGMR rund 160.000 Beschwerden hängig. Um diese in den letzten Jahren stetig angewachsene Anzahl zu reduzieren, wurde Art. 42, die Verbindung und gleichzeitige Prüfung von Beschwerden, durch den EGMR in die Verfahrensordnung eingeführt.
Darunter fallen kleinere Fälle, wie z. B. das Urteil 48420/10 des EGMR vom 15. Januar 2013 i.S. Eweida u. a. gg. England, in welchem 4 Beschwerden zusammen beurteilt wurden bis zu Fällen mit über tausend Beschwerden.
In der Statistikanalyse 2017 des EGMR wurde darauf hingewiesen, dass die Große Kammer am 12. Oktober 2017 in einem einzigen Urteil 12.148 Beschwerden aus dem Register strich. Im Jahresbericht 2017 des EGMR wird dieser Entscheid begründet und darauf hingewiesen, dass diese Beschwerden für Piloturteilsverfahren vorgesehen waren. Wegen den erheblichen strukturellen Mängeln in der Ukraine und dem Willensmangel seitens der Ukraine, diese Missstände zu beheben (Piloturteil vom 15. Oktober 2009 i.S. Ivanov c. Ukraine), wurden 12.148 Beschwerden infolge Aussichtslosigkeit für “unzulässig” erklärt und aus der Liste der hängigen Fälle gestrichen.

### Piloturteilsverfahren
In den beiden Amtssprachen des EGMR wird dieses auf Englisch als « pilot-judgment » und auf Französisch als  « l’arrêt  pilote » bezeichnet (Art. 61 der Verfahrensordnung).
Der Grundsatz der EMRK ist die Subsidiarität, somit die vertragliche Verpflichtung der Staaten, die EMRK auf ihrem Staatsgebiet tatsächlich und wirksam umzusetzen. Nur in Ausnahmefällen soll der Gerichtshof in Straßburg korrigierend eingreifen.
Wenn ein Staat jedoch seinen Verpflichtungen nicht nachkommt, führt dies dazu, dass zum gleichen Problem beim Gerichtshof Hunderte oder sogar Tausende von Individualbeschwerden über denselben Missstand eingereicht werden.
Die Hauptaufgabe des EGMR besteht darin, die Einhaltung der vertraglichen Verpflichtungen der Mitgliedsländer sicherzustellen (Art. 19 EMRK). Wenn er systemische Fehler oder strukturelle Probleme bei einem Mitgliedsland feststellt, kann er diese in seinen Urteilen dazu verpflichten, die Ursache(n) zu beheben und wirksame Abhilfe zu schaffen (Art. 46 Ziff. 1 EMRK). Es ist dann die Aufgabe des Ministerkomitees des Europarats, den Vollzug der Urteile und die Behebung der vom EGMR festgestellten strukturellen Probleme zu überwachen (Art. 46 EMRK). In der EMRK sind jedoch keine Zwangsmassnahmen gegen einen fehlbaren Staat vorgesehen.
Wenn dem EGMR mehrere solcher gleichartiger Beschwerden gegen einen Staat vorliegen, die auf dieselben strukturellen Ursache zurückzuführen sind, kann er einen oder mehrere Fälle für eine vorrangige Behandlung nach dem Piloturteilsverfahren auswählen. Im Piloturteilsverfahren besteht die Aufgabe des EGMR nicht nur darin zu entscheiden, ob im jeweiligen Fall eine Verletzung der EMRK vorgelegen hat, sondern auch, das strukturelle Problem zu identifizieren und der Regierung gegenüber klare Angaben zu machen, wie das interne Problem Konventionskonform zu beheben sei.
Das Ministerkomitee des Europarates hatte deswegen in der Resolution 2004(3) vom 12. Mai 2004 den EGMR angewiesen, in seinen Urteilen festzustellen, welche strukturellen Probleme seiner Ansicht nach für die Konventionsverletzungen verantwortlich seien, worin er die Ursachen sehe und wozu die Staaten angehalten werden sollen, um diese internen Ursachen innert Frist zu beheben. Gleichzeitig erließ das Ministerkomitee die Empfehlung 2004(6) vom 12. Mai 2004, in welcher die Mitgliedstaaten angewiesen wurden, im Falle von strukturellen oder allgemeinen Defiziten im innerstaatlichen Recht oder bei dessen Umsetzung für wirksame Rechtsbehelfe zu sorgen, um sich wiederholende Beschwerden an den EGMR zu verhindern.
Das Piloturteilsverfahren entstand im Fall Broniowski gegen Polen betreffend der Entschädigung der 1945 aus Ostpolen Vertriebenen (Art. 1 vom 1. ZP – EMRK). Der EGMR verwies darauf, dass zur Zeit der Urteilsfällung beim EGMR diesen Fall betreffend 167 Beschwerden hängig seien. Polen wurde verpflichtet, wirksame Rechtsbehelfe zu schaffen und für eine gerechte Regelung der Entschädigungsansprüche für Eigentum zu sorgen. Es kam dann zu einer gütlichen Einigung (Friendly settlement). Im Februar 2011 fügte der Gerichtshof den Art. 46 Piloturteilsverfahren seiner Verfahrensordnung hinzu.
Am 23. September 2008 wurde basierend auf dem Pilotsurteil Broniowski gegen Polen, der Fall von E. G. und 175 weitere Beschwerden gg. Polen beurteilt.

## Fundstellen der Verfahrensordnung
- LR-Nr 0.101.4 Verfahrensordnung des EGMR, in: Liechtensteinische Gesetzessammlung
- SR 0.101.2 Verfahrensordnung des EGMR, in: Systematische Sammlung des Bundesrechts der Schweiz (SR)
- Rules of Court Internetseite ‘Official texts’ des EGMR (englisch)